# Wann Langston jr.
Wann Langston jr. (1921 - 7 april 2013) was een Amerikaanse paleontoloog en professor aan de University of Texas in Austin.

## Biografie
Wann was de zoon van Wann Langston sr., de deken van de University of Oklahoma Medical School. Al als kleuter vatte hij een vurige belangstelling voor anatomie op en maakte het laboratorium van zijn vader onveilig. Als tiener reisde hij systematisch de relevante musea af en legde persoonlijke contacten met de eraan verbonden geleerden.
Voor het University of Oklahoma paleontology laboratory werkte hij als onbezoldigd preparateur. Op zijn zeventiende versterkte hij in die hoedanigheid het team van Donald Savage op expeditie naar het Big Bend National Park. Bij deze gelegenheid ontmoette hij de toen al legendarische Barnum Brown toen die de resten van Deinosuchus ontdekte. Zelf vond hij botten van Ceratopia.
Als bachelor geologie bij de University of Oklahoma, ging hij eerst in dienst bij de marine om na het eind van de oorlog af te studeren onder Dr. J. Willis Stovall. Na een docentschap bij het Texas Technological College, in Lubbock, Texas, behaalde hij in 1952 zijn doctorstitel aan de University of California, Berkeley met als onderwerp de vroege 'amfibieën' van het Perm gevonden in noordelijk New Mexico, onder begeleiding van Dr. Charles Lewis Camp. Tussen 1949 en 1954 was hij op Berkeley lector en hoofdpreparateur, in samenwerking met zijn persoonlijke vriend Samuel Paul Welles Dilophosaurus reconstruerend. Op Berkeley huwde hij Marietta Evans, tot het eind van zijn leven zijn echtgenote. Ze kregen de dochters Karen en Sandra.
Langston werkte in zijn lange carrière aan een aantal verschillende reptielen en amfibieën, te beginnen met de beschrijving in 1950 (met John Willis Stovall) van de theropode dinosauriër Acrocanthosaurus. Langston werd in 1954 ingehuurd door het National Museum of Canada om Charles M. Sternberg als Curator of Vertebrate Paleontology te vervangen en werkte tot 1962 in het westen van Canada en op Prince Edward Island. Een van zijn belangrijkste vondsten, met Loris Russell, was de herontdekking van Sternbergs Scabby Butte Pachyrhinosaurus beenderbed. Langston heeft in 1957, samen met een klein team van veldwerkers, het beenderbed van Scabby Butte opgegraven, waarbij verschillende schedels en honderden botten zijn vastgezet. Daarna ging hij in 1963 naar de University of Texas, waar hij in 1969 de tweede directeur werd van het Vertebrate Paleontology Laboratory, waar hij aan veel projecten werkte, waaronder werk aan gewervelden uit het Krijt van Big Bend National Park. Vondsten waar hij en zijn studenten aan hebben gewerkt, zijn onder meer de gigantische pterosauriër Quetzalcoatlus en een verscheidenheid aan reptielen uit het Perm en Mesozoïcum. Hij ging in 1986 met pensioen, maar bleef actief in het veld. Hij bleef aan een beschrijving van Quetzalcoatlus werken die pas na zijn dood gepubliceerd kon worden. In 2007 was Langston de twintigste ontvanger van de A.S. Romer-G.G. Simpson-medaille, de hoogste eer van de vereniging.
Langston stierf een natuurlijke dood een paar dagen na een symposium van de Geological Society of America dat ter ere van hem werd gehouden tijdens de bijeenkomst van de South Central Geological Society of America in Austin, Texas.
Dieren benoemd door Langston zijn de carcharodontosauride theropode Acrocanthosaurus (1950), de hadrosauroide dinosauriër Lophorhothon (1960), de microsauriër Carrolla (1986), en de azdarchide pterosauriërs Wellnhopterus en Quetzalcoatlus lawsoni (2021, postuum). De Mesoeucrocodylia Langstonia, Akanthosuchus langstoni en Albertochampsa langstoni; de theropode Saurornitholestes langstoni; en pachycephalosauriër Texacephale langstoni werden naar hem vernoemd.

## Geselecteerde publicaties
- Stovall, J.W., & W. Langston Jr. 1950. Acrocanthosaurus atokensis, a new genus and species of Lower Cretaceous Theropoda from Oklahoma. American Midland Naturalist 43(4):686-728.
- Langston Jr., W. 1952. The first embolomerous amphibians from New Mexico. Journal of Geology 61(1):68-71.
- Langston Jr., W., & J.W. Durham. 1955. A sauropod dinosaur from Colombia. Journal of Paleontology 29(6):1047-1051.
- Langston Jr., W. 1959. Anchiceratops from the Oldman Formation of Alberta. National Museum of Canada Natural History Papers 3:1-11.
- Langston Jr., W. 1960. The vertebrate fauna of the Selma Formation of Alabama. Part VI. The dinosaurs. Fieldiana: Geology Memoirs 3(6):315-361.
- Langston Jr., W. 1963. Fossil vertebrates and the Late Paleozoic red beds of Prince Edward Island. National Museum of Canada, Bulletin 187, 36 p.
- Langston Jr., W. 1965. Fossil crocodilians from Colombia and the Cenozoic History of the Crocodylia in South America. University of California Publications of Geological Sciences, 52: 1-127.
- Langston Jr., W. 1967. The thick-headed ceratopsian dinosaur Pachyrhinosaurus (Reptilia: Ornithischia), from the Edmonton Formation near Drumheller, Canada. Canadian Journal of Earth Sciences 4:171-186.
- Langston Jr., W. 1974. Nonmammalian Comanchean tetrapods. Geoscience and Man 8:77-102.
- Langston Jr., W. 1975. The ceratopsian dinosaurs and associated lower vertebrates from the St. Mary River Formation (Maestrichtian) at Scabby Butte, southern Alberta. Canadian Journal of Earth Sciences 12:1576-1608.
- Langston Jr., W. 1976. A late Cretaceous vertebrate fauna from the St. Mary River Formation in western Canada. in Churcher, C.S. (ed.): Athlon. Toronto: Royal Ontario Museum, 114-133.
- Langston Jr., W. 1986. Carrolla craddocki; a new genus and species of microsaur from the Lower Permian of Texas. The Pearce-Sellards series (43)1-20.